# Pascal Meier
Pascal Meier (* 18. Juni 1990 in Baden) ist ein Schweizer Unihockeyspieler. Er war Nationalspieler und spielte während seiner Karriere bei Bülach Floorball, HC Rychenberg Winterthur, Växjö IBK und Grasshopper Club Zürich. Meier galt als einer der weltbesten Unihockeytorhüter.

## Karriere
Pascal Meier begann seine Karriere beim Nachwuchs der Kloten-Bülach Jets. Von 2007 bis 2013 spielt er beim HC Rychenberg Winterthur – zuerst in den Juniorenstufen U18A und U21A wo er zweimal Schweizermeister wurde. In der Saison 2009/2010 machte er einen Abstecher zu Bülach Floorball in die NLB. Danach kehrte Pascal Meier zum HCR zurück und wurde darauf die klare Nr. 1 im Winterthurer Tor. So war er massgeblich daran beteiligt, dass man in der Saison 2012/2013 den Serienmeister SV Wiler-Ersigen in den Playoff 1/4-Finals eliminierte. Im Sommer 2013 wechselte Pascal Meier in die Svenska Superligan zum Aufsteiger Växjö Vipers IBK. Dort blieb er zwei Saisons lang und wechselte danach zurück in die Schweiz zum Grasshopper Club Zürich.
2015/16 konnte er mit GC Unihockey zum ersten Mal die Meisterschaft gewinnen. Im Cupfinal 2016 musste Meier insgesamt sieben Mal hinter sich greifen und verlor diesen mit 7:3 gegen Floorball Köniz. Eine Saison später gelang ihm mit GC beim 8:7-Sieg über den HC Rychenberg Winterthur der Cupsieg.
Nach sieben Saisons und dem zweiten Meistertitel beim Grasshopper Club Zürich wechselte Meier nach Ablauf seines Vertrages zurück zum HC Rychenberg Winterthur. In Winterthur musste er seine erste Saison nach seiner Rückkehr mit einem Meniskusriss vorzeitig beenden und gab darauf am Ende der Saison seinen Rücktritt bekannt.

## Nationalmannschaft

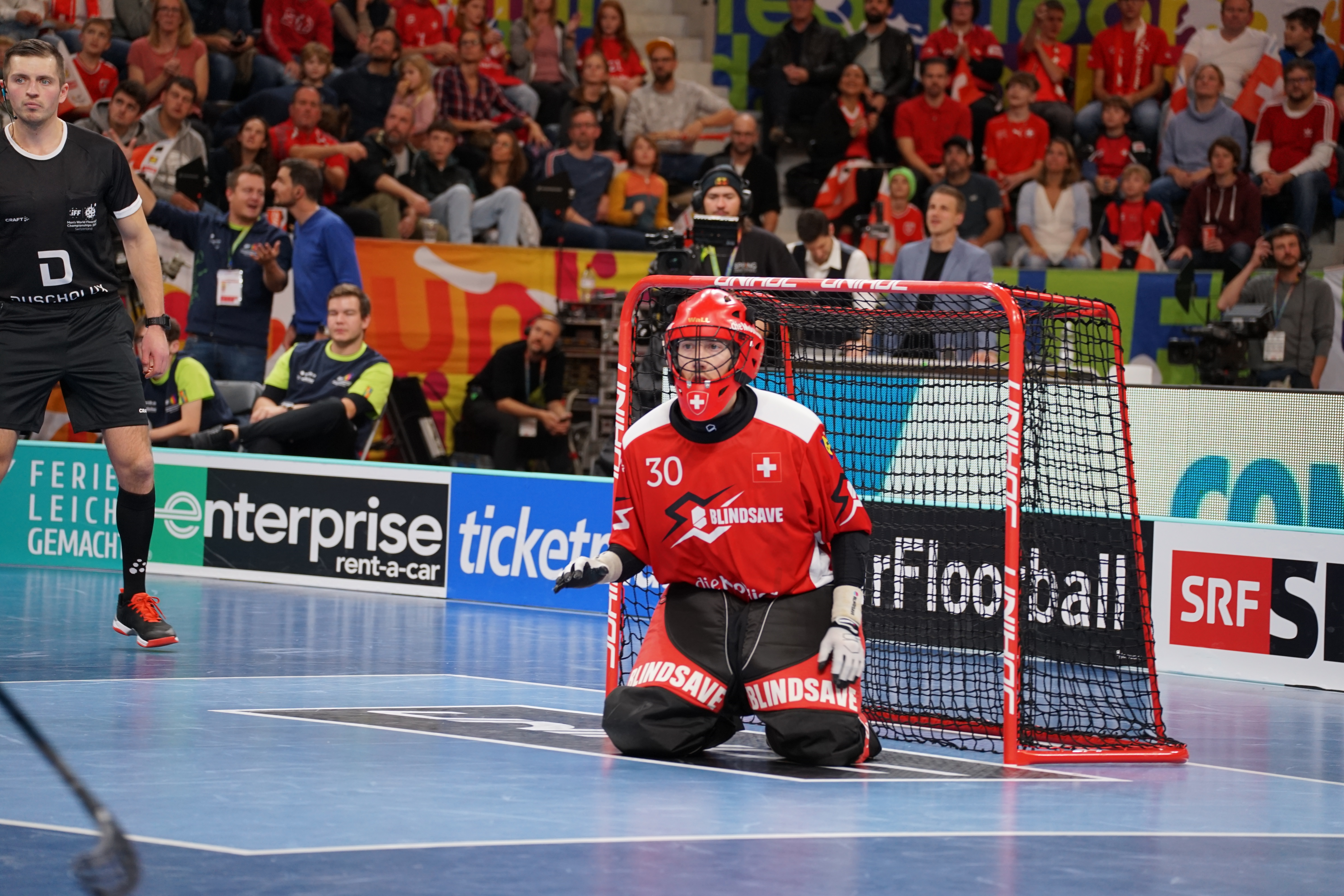
Im Dress der Nationalmannschaft (2022)

Pascal Meier spielte von 2006 bis 2009 in der U19-Nationalmannschaft der Schweiz und gewann an der WM 2009 in Turku die Bronze-Medaille. Er wurde dabei bei seiner zweiten U19-WM 2009 als bester Torhüter ins Allstar-Team gewählt. Insgesamt bestritt Pascal Meier 30 Spiele für die Schweiz auf U19-Niveau.
2011 wurde Pascal Meier das erste Mal für die A-Nationalmannschaft aufgeboten und bestritt 2012 bei der Heim-WM in der Schweiz seine erste Weltmeisterschaft bei den Herren. Er wurde mit 92,9 % abgewehrten Schüssen der statistisch besten Torhüter der WM. An der WM 2016 in Riga gewann er mit der Nationalmannschaft die Bronze-Medaille und wurde ins All-Star-Team gewählt. Als die Schweiz zwei Jahre später an der WM 2018 in Prag wiederum Dritte wurde, wurde er als erster Schweizer, erster Goalie und erster Spieler, der nicht am Finale teilnahm, zum Most Valuable Player des Turniers gekürt. Als letztes grosses Turnier bestritt er mit der WM 2022 wiederum eine Heim-WM.
Pascal Meier bestritt bis zu seinem Rücktritt insgesamt 120 Spiele mit der Schweizer A-Nationalmannschaft. Damit bestritten zum Zeitpunkt seines Rücktritts nur vier Spieler mehr Nationalmannschaftsspiele als Meier.

## Erfolge

### Junioren
- Schweizer Meister U18: 2008
- Schweizer Meister U21: 2009
- U19-WM:
  - Bronze: 2009
  - Allstar-Team: 2009

### Aktive
- Unihockey-Weltmeisterschaften:
  - WM-Bronze: 2012, 2016, 2018
  - Allstar-Team: 2016, 2018
  - MVP: 2018
- Nationalliga A:
  - Schweizer Meister: 2016, 2022
  - Torhüter der Saison: 6×[1]
  - Most Popular Player: 2022[12]
- Schweizer Cup: 2017
- Nomination zum MVP des Jahres bei den Swiss Sports Awards: 2019[13]